# Nawaf Al-Abed
Nawaf Al-Abed (* 26. ledna 1990 Rijád) je saúdskoarabský fotbalista hrající na postu záložníka, který v současnosti působí v saúdskoarabském klubu Al Hilal FC. 7. listopadu 2009 vstřelil, tehdy ještě jako devatenáctiletý mladík, gól za dvě sekundy od rozehrání z půlky hřiště, jeho gól byl uznán jako nejrychlejší gól v historii fotbalu.